# Cadillac ELR
La Cadillac ELR est un coupé compact de luxe plug-in hybride développé et construit par General Motors. Le groupe motopropulseur est une version dérivée du système utilisé sur la Chevrolet Volt. La ELR dispose d'une batterie lithium-ion de 16,5 kWh qui apporte une autonomie en tout électrique d'environ 56 km. Les livraisons aux clients ont commencé aux États-Unis et au Canada en décembre 2013.

## Développement
General Motors a lancé le concept Cadillac Converj, la voiture qui allait devenir la Cadillac ELR de 2014, en janvier 2009, au North American International Auto Show.
En avril 2009, Motor Trend a annoncé que General Motors avait approuvé la version de production de la Cadillac Converj en 2011 en tant que véhicule de l'année modèle 2012. GM a réfuté le rapport, affirmant que la Converj était "un concept car en cours de révision". Un rapport BusinessWeek d'août 2009 a déclaré que le vice-président de GM, Robert Lutz, voulait voir la Converj entrer en production, peut-être dès 2014, et il a été rapporté que lors de la présentation du discours d'ouverture du 46e Northwood Auto Show Lutz ", a laissé entendre qu'une annonce sur la production du concept car Cadillac Converj bien accueilli pourrait être annoncée.". Au Salon international de l'auto de l'Amérique du Nord 2010, Lutz a déclaré à la Society of Automotive Analysts: "La Cadillac Converj est autorisée pour la production", mais "cela ne sera pas l'année prochaine ou l'année suivante". Malgré ces déclarations, en mars 2010, Bloomberg BusinessWeek a rapporté que GM avait décidé de mettre fin aux travaux sur la Converj, car la voiture "ne pouvait pas avoir suffisamment d'équipements et d'autonomie électrique pour convaincre les acheteurs et générer un profit".
En août 2011, General Motors a annulé sa décision d'annuler le projet et a annoncé que le concept Converj entrerait en production sous le nom de Cadillac ELR, à un prix inférieur à la Tesla Model S de 57400 $ US, mais n'a pas fourni de détails sur les performances ou le calendrier. General Motors a déclaré que l'ELR serait à peu près de la même taille que la Chevrolet Volt et serait produit dans la même usine,. Dans le cadre de la stratégie d'électrification des véhicules de GM, la Cadillac ELR était, après la Chevrolet Volt EREV et la Spark EV, la troisième voiture électrique rechargeable vendue par General Motors aux États-Unis depuis l'arrêt de l'EV1. Contrairement aux partisans des EV à batterie pure comme Tesla Motors, GM s'est initialement concentré sur la technologie EV à longue portée qui intègre des moteurs à combustion interne. 
General Motors a commencé à tester des prototypes d'ELR à la mi-2012,. La version de production a été dévoilée au Salon international de l'auto de l'Amérique du Nord 2013.

## Caractéristiques
L'ELR incorpore une version du système de propulsion Voltec utilisé dans la Chevrolet Volt. Le système de propulsion Voltec comprend un moteur électrique de 119 à 135 kilowatts, un moteur-générateur à quatre cylindres et une batterie au lithium-ion de 16,5 kWh. L'ELR a une autonomie tout électrique officielle de 60 km et une autonomie totale de 550 km, selon les estimations de l'Environmental Protection Agency (EPA) des États-Unis). Les temps de charge sont de 12,5 à 18 heures avec le chargeur de voyage de 120 volts et d'environ 5 heures avec une station de charge de 240 volts. La vitesse maximale est de 171 km/h et accélère de 0 à 97 km/h en 7,8 secondes en mode portée étendue. Le freinage régénératif est contrôlé par des palettes montées au volant.
Les caractéristiques comprennent un éclairage LED, des volets d'air actifs, des phares de croisement automatiques et des feux de route, un système audio Bose à 10 haut-parleurs avec suppression active du bruit et un intérieur coupé et cousu à la main avec des sièges en cuir et des garnitures de pavillon en microfibre de daim. Les caractéristiques optionnelles incluent un régulateur de vitesse adaptatif à portée de vitesses complète, un freinage imminent en cas de collision, une assistance aux zones aveugles latérales et un avertissement de circulation transversale arrière. Le modèle de base a des sièges réglables en 16 directions, avec un système en option réglable en 20 directions.
Pour l'année 2014, l'ELR était disponible en quatre couleurs extérieures, Radiant Silver Metallic, Black Raven, Graphite Metallic et bi-couche Crystal Red extra-coût - avec une édition White à trois couches de 100 exemplaires commercialisés par Saks Fifth Avenue - entièrement optionnelle avec une station de charge 240 volts améliorée (y compris l'installation) et un service de conciergerie. Pour l'année 2016, l'ELR était disponible en Radiant Silver, Stellar Black, Graphite Metallic, White Crystal et Red Passion.

## Modèle 2016
Sautant l'année modèle 2015, pour l'année modèle 2016, Cadillac a diminué le prix de l'ELR de 10000 $ et augmenté la puissance totale du système, à partir de ses deux moteurs électriques et de son moteur quatre cylindres à essence. La puissance en chevaux est passée de 217 à 233, ce qui réduit le temps de zéro à 60 de 1,5 seconde. Les modèles de 2016 comportaient une technologie de jambe de force d'atténuation de couple révisée avec des ressorts plus rigides, des bagues de bras de commande plus rigides et l'ajout d'un ressort de rappel amortisseur.
L'essieu arrière à poutre tournante a reçu des bagues plus rigides pour sa tringlerie Watts et la suspension adaptative a été réajustée pour correspondre à la rigidité accrue et à la direction recalibrée. Les freins ont également été améliorés. Un ensemble de performances en option réduit la portée de conduite électrique uniquement de l'ELR d'environ quatre miles, et comprend des pneus de performance d'été uniquement, de nouvelles roues de 20 pouces, des étriers de frein avant à quatre pistons Brembo avec des disques ventilés de 13,6 pouces, un volant sport avec une jante plus épaisse et des révisions de direction et de suspension uniques.
L'ELR de 2016 comprenait une surveillance des angles morts, une alerte de circulation transversale arrière, des feux de route automatiques et une alerte de changement de voie, ainsi qu'une connexion de données embarquée 4G LTE avec capacité de point d'accès Wi-Fi. Le modèle de 2016 comprend également l'insigne sans la couronne révisé de Cadillac et une «calandre» avant révisée. 
Le logiciel de gestion du moteur a été mis à jour et le système de freinage régénératif a été reconfiguré. L'ELR de 2016 offrait une autonomie tout électrique de 39 mi (63 km), contre 37 mi (60 km).

## Économie de carburant
L'Environmental Protection Agency (EPA) des États-Unis a officiellement évalué l'économie de carburant combinée ville/autoroute de l'ELR de l'année modèle 2014 en mode tout électrique à 2,9 L/100 km. Cette cote considère un facteur de conversion de 33,7 kWh d'électricité comme l'équivalent énergétique de 3,8 L d'essence, et l'ELR a un taux de consommation d'énergie de 41 kWh/160 km pour la conduite combinée ville/autoroute. La cote EPA en mode essence uniquement est de 7,1 L/100 km pour la conduite combinée. La Volt de 2014 a une cote de 6,4 L/100 km pour le mode essence uniquement et une économie de carburant en mode tout électrique de 2,4 L/100 km. L'ELR a plus de puissance que la Volt mais est plus lourd de 140 kg.

## Modes de fonctionnement
L'ELR dispose d'un levier de vitesses traditionnel (PRNDL) avec un bouton sur la console permettant la sélection de quatre modes de conduite: Tour, Hold, Mountain et Sport:
- Mode Tour : Le réglage par défaut, permet à l'ELR de fonctionner en mode tout électrique (mode EV) jusqu'à ce que sa batterie soit complètement déchargée. Ce mode offre l'efficacité maximale du groupe motopropulseur et un niveau de vibration minimum.
- Mode Hold : Permet au conducteur d'économiser l'énergie actuellement stockée dans la batterie pour une utilisation ultérieure, comme lors de déplacements en zone urbaine[21].
- Mode Mountain : A été conçu pour fournir plus de puissance de batterie disponible dans les environnements montagneux en augmentant l'état de charge (EDC) minimum de la batterie. La voiture utilise le moteur à essence plus tôt, ou le fait fonctionner plus longtemps pour augmenter l'état de charge de la batterie, permettant ainsi à la voiture de maintenir ses performances sur des pentes raides et longues. Les versions étendues de la BMW i3 n'ont pas ce mode et ont eu des difficultés dans ces situations, ce qui a entraîné un recours collectif[22].
- Mode Sport : Une meilleure réponse des gaz et une meilleure rétroaction avec des réglages de direction et de suspension plus agressifs[21]. Pour 2016, l'ELR pouvait combiner la puissance du moteur et du moteur électrique en mode Sport.

L'édition 2014 de l'EPA du rapport "Light-Duty Automotive Technology, Carbon Dioxide Emissions, and Fuel Economy Trends" a calculé des facteurs d'utilité pour les hybrides rechargeables pour estimer le pourcentage de miles qui seraient parcourus en utilisant l'électricité par le conducteur moyen, en modes électrique seuls ou mixtes. L'ELR a marqué un facteur utilitaire de 65%, contre 83% pour la BMW i3 REx, 66% pour la Chevrolet Volt, 45% pour les modèles Ford Energi et 29% pour la Toyota Prius PHV. Les statistiques de conduite dans le monde réel (collectées automatiquement par OnStar et partagées par les propriétaires d'ELR sur le site Web de Volt Stats) montraient un total de flotte de 2,4 L/100 km (médiane de 1,7 L/100 km) en août 2016.

## Production et vente
En octobre 2012, General Motors a annoncé que l'ELR serait assemblé à l'usine d'assemblage de Detroit-Hamtramck, aux côtés des Chevrolet Volt, Opel Ampera et Holden Volt. L'ajout de l'ELR à l'usine a représenté un investissement supplémentaire de 35 millions de dollars américains, ce qui porte l'investissement total de produits à l'usine à 561 millions de dollars américains depuis décembre 2009. 
General Motors a commencé l'assemblage de véhicules de pré-production à utiliser pour les essais à la fin mai 2013. La production de véhicules destinés aux particuliers a débuté en décembre 2013,. L'expédition aux concessionnaires depuis l'Assemblée Detroit-Hamtramck a commencé le 20 décembre 2013 et, alors que les livraisons au détail devaient commencer en janvier 2014, les 10 premières unités ont été livrées au début de décembre 2013 - six aux États-Unis et quatre au Canada.
Aux États-Unis, l'ELR de 2014 avait un prix de base de 75 000 $ US avant les incitations gouvernementales applicables,. En raison de la lenteur des premières ventes, Cadillac a sauté l'année-modèle 2015 pour l'ELR. Le modèle 2016 a été publié avec un prix de base inférieur de 10 000 $ (58 495 $ après les crédits d'impôt fédéraux américains).
| Année civile | Ventes totales | États-Unis, | Canada |
| ------------ | -------------- | ----------- | ------ |
| 2013         | 10             | 6           | 4      |
| 2014         | 1,354          | 1,310       | 44     |
| 2015         | 1,049          | 1,024       | 25     |
| 2016         | 545            | 534         | 11     |
| Total        | 2,958          | 2,874       | 84     |

La production d'ELR s'est terminée le 18 février 2016.
Cadillac a annoncé qu'elle lancerait une nouvelle version hybride rechargeable de sa nouvelle berline CT6 fin 2016.

## Prix et reconnaissance

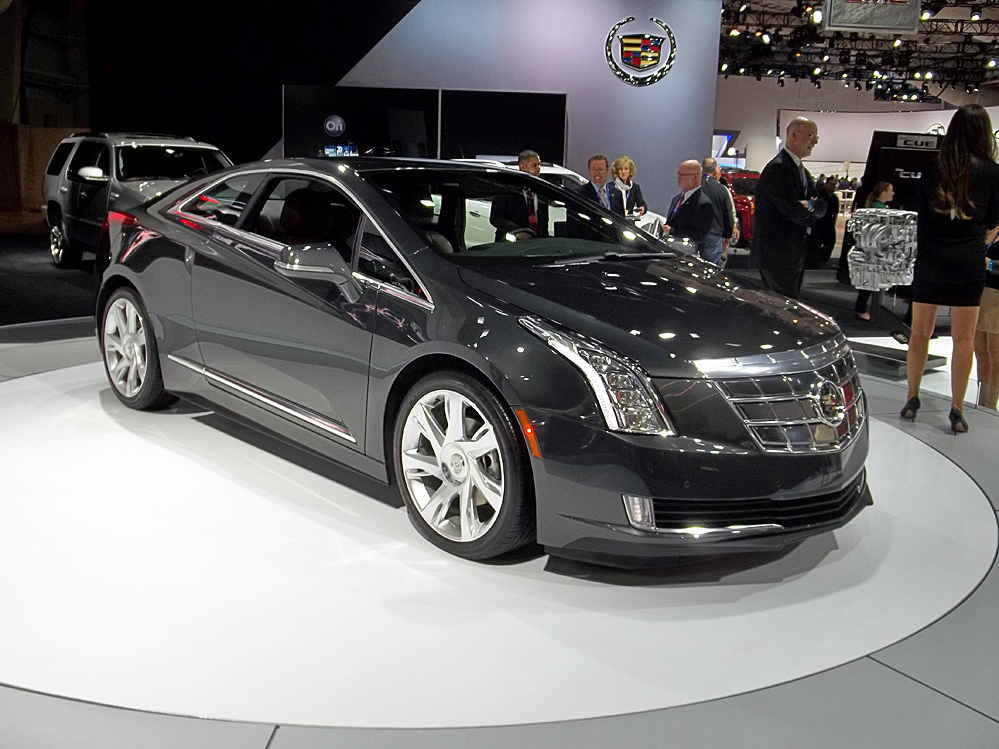
Cadillac ELR au New York Auto Show de 2013

En 2009, le concept Converj a reçu le prix du «Meilleur véhicule conceptuel» aux Eyes on Design Awards, le «Véhicule conceptuel le plus significatif de 2009» aux Prix nord-américains du Véhicule conceptuel de l'année et le «Véhicule conceptuel spécialisé de l'année» par le Southeast Automotive Media Organization,,.
En 2012, Green Car Journal a sélectionné l'ELR comme l'un des cinq finalistes des Green Car Vision Awards.
En 2013, l'ELR a reçu le prix du «meilleur véhicule de production» aux Eyes on Design Awards.
En 2014, l'ELR a remporté le «Green Car Technology Award» pour son système Regen on Demand, qui permet au conducteur «d'utiliser des palettes au volant pour régénérer temporairement l'énergie et la stocker… dans la batterie pour une utilisation ultérieure». La deuxième génération de Chevrolet Volt a adopté une version raffinée de ce système dans l'année-modèle 2016.
L'ELR de 2016 mise à jour a remporté le prix «Vincentric Best Value in America» pour les coûts d'entretien et de réparation les plus bas dans la catégorie «Luxury Electric/Plug-In Hybrid».

## Commercialisation
Cadillac a lancé la campagne de marketing de l'ELR avec une publicité télévisée de 60 secondes. Appelé Poolside et mettant en vedette l'acteur Neal McDonough, le spot publicitaire a été diffusé en bonne place lors de la diffusion de la cérémonie d'ouverture des Jeux olympiques d'hiver de 2014 ainsi qu'avant et pendant les 86e Academy Awards (Oscars) en mars 2014.
La publicité débute avec son protagoniste, un homme d'affaires américain dépeint par McDonough, habillé avec désinvolture et debout près de la piscine extérieure de sa maison contemporaine haut de gamme, demandant "pourquoi travaillons-nous si dur?" Il parcourt sa maison, interagissant avec sa famille, se changeant en tenue de travail, se tenant finalement debout et débranchant son ELR - tout en vantant l'American Dream, les Wright Brothers, la mission lunaire de la NASA, Bill Gates et l'éthique de travail américaine et de courts congés annuels - comparé a d'autres pays, sans nom. Il affirme enfin depuis le siège conducteur de son ELR que la maison et la voiture ne bénéficient que de deux semaines de repos en août, se demandant enfin rhétoriquement, n'est-ce pas? - et un clin d'œil à la caméra. GM a ciblé un public gagnant 200 000 $ par an.
En 2014, USA Today a déclaré que l'annonce "pourrait être la meilleure publicité télévisée - et pas seulement publicitaire pour la voiture - de l'année". Ad Age, décrivant l'annonce comme controversée, a rapporté que "les fans de droite politique voient Poolside comme une ode sans vergogne aux valeurs américaines. Les critiques de la gauche politique le voient comme un coffre affreux américain battant à son pire. À une époque où les Américains travaillent plus dur et plus longtemps pour moins d'argent, d'autres remettent en question le message perçu comme un bourreau de travail". Ford a ensuite parodié Poolside avec une publicité pour la Ford C-Max hybride, mettant en vedette un porte-parole d'un groupe qui fait la promotion de l'agriculture urbaine, louant "le travail acharné non pas pour le gain matériel, mais au nom du progrès", se terminant également par un rhétorique n'est-ce pas ?